# Pseudohydromys pumehanae
Pseudohydromys pumehanae  (Helgen & Helgen, 2009) è un roditore della famiglia dei Muridi endemico della Nuova Guinea.

## Descrizione

### Dimensioni
Roditore di piccole dimensioni, con la lunghezza della testa e del corpo tra 96 e 101 mm, la lunghezza della coda tra 100 e 103 mm, la lunghezza del piede tra 21 e 23 mm, la lunghezza delle orecchie tra 11 e 12 mm e un peso fino a 20 g.

### Aspetto
La pelliccia è corta, soffice e densa. Le parti superiori sono grigio-fumo, più scure sul capo, sui lati del muso e lungo la spina dorsale, mentre le parti ventrali sono più chiare. Le orecchie sono chiare.  Il dorso delle zampe è ricoperto da piccoli peli argentati. La coda è più lunga della testa e del corpo, è uniformemente grigio scura, con una banda più chiara nella parte centrale, finemente ricoperta di peli e rivestita da 16 anelli di scaglie per centimetro.

## Biologia

### Comportamento
È una specie terricola.

## Distribuzione e habitat
Questa specie è diffusa nella parte centro-orientale della cordigliera centrale della Nuova Guinea.
Vive nelle foreste muschiose montane tra 1.550 e 2.100 metri di altitudine.

## Conservazione
Questa specie, essendo stata scoperta solo recentemente, non è stata sottoposta ancora a nessun criterio di conservazione.